# Santo Tomás de Arriba
Santo Tomás de Arriba är en ort i Mexiko.   Den ligger i kommunen San Dionisio Ocotepec och delstaten Oaxaca, i den sydöstra delen av landet, 400 km sydost om huvudstaden Mexico City. Santo Tomás de Arriba ligger 2 107 meter över havet och antalet invånare är 613.
Terrängen runt Santo Tomás de Arriba är huvudsakligen kuperad, men åt nordost är den bergig. Santo Tomás de Arriba ligger uppe på en höjd. Runt Santo Tomás de Arriba är det glesbefolkat, med 11 invånare per kvadratkilometer. Närmaste större samhälle är San Dionisio Ocotepec, 17,0 km väster om Santo Tomás de Arriba. I omgivningarna runt Santo Tomás de Arriba växer huvudsakligen savannskog.